# 万松书院
万松书院位于中国浙江省杭州市上城区凤凰山西麓孔家山万松岭上，三面环山，左江右湖，为明弘治十一年（1498）浙江右参政周木以报恩寺故址（始建于唐贞元年间）改建，因其地而得名。清康熙十年（1671）浙江巡抚范承谟重建并改称太和书院，康熙五十五年（1716）又因康熙帝赐额而改称敷文书院。该书院为明末清初杭州最著名的书院，与崇文书院、紫阳书院、诂经精舍并称杭州四大书院，又以齐备的祭田祭祀、完备的学规章程和丰厚的藏书而居四大书院之首，对浙江当时和后世的教育影响深远。明代王守仁曾在此讲学，清代袁枚曾在此读书，康熙帝、乾隆帝南巡时分别赐"浙水敷文"、"湖山萃秀"两块匾额。后在清光绪时迁至葵巷，原址逐渐荒废，仅存孔子像石碑照壁及万世师表牌坊等民国遗迹。
自2001年9月开始杭州市人民政府以清乾隆南巡胜迹图中的“敷文书院图”为蓝本复建书院，现主要建筑有牌坊群、泮池、仰圣门、毓粹门、明道堂（前有居仁斋、由义斋）、大成殿（前有曾唯亭、颜乐亭）、孔子照壁、毓秀阁、正谊堂等，并以梁山伯与祝英台在此共读三载的民间传说增加了一些爱情主题的景点如观音堂等，2002年10月1日对外开放。
从2005年6月18日开始，每周六都会在此举办“相亲会”，成为杭州人择偶的一个选择，并引起多家媒体的关注。